# Baeocera tensingi
Baeocera tensingi – gatunek chrząszcza z rodziny kusakowatych, podrodziny łodzikowatych i plemienia Scaphisomatini.
Gatunek ten opisany został w 2003 roku przez Ivana Löbla i Richarda A.B. Leschena. Epitet gatunkowy nadano na cześć Tensinga Norgaja, szerpy który asystował Edmundowi Hillary’emu przy zdobywaniu Mount Everestu.
Chrząszcz o silnie wypukłym z wierzchu ciele długości od 1,65 do 1,75 mm, barwy rudobrązowej z jaśniejszymi końcem odwłoka, czułkami i odnóżami. Jedenasty człon czułków jest umiarkowanie wydłużony. Rzędy przyszwowe na pokrywach są krótkie i sięgają do ich wierzchołkowej 1/5. Rzędy epipleuralne pokryw są wyraźnie zaznaczone. Tylna para skrzydeł jest silnie zredukowana. Epimeryty śródtułowia mają szczątkowe linie mezepimeralne. Zapiersie (metawentryt) jest po bokach grubo punktowane. Odnóża mają golenie tęgie u nasady; te u nóg tylnych są co najwyżej nieco pogrubione ku wierzchołkom. Samiec ma wydłużony gonokoksyt z wierzchołkowym stylusem. Jego edeagus cechuje około dwukrotnie dłuższa od wyrostka wierzchołkowego nabrzmiała część nasadowa, obecność bardzo delikatnych i łuskowatych struktur w woreczku wewnętrznym oraz szerokie, krótkie flagellum. Wyrostek wierzchołkowy w widoku bocznym ma wyraźnie wypukły obrys brzuszny.
Owad endemiczny dla Nowej Zelandii, znany tylko z dystryktu Buller na Wyspie Południowej.